# Giovanni Palma
Giovanni Palma (Vercelli, 17 agosto 1927) è un ex calciatore italiano, di ruolo centrocampista.

## Carriera
Debutta in Serie B nel 1947 con la Cremonese; due anni dopo disputa un'altra stagione in Serie B con il Fanfulla.
Nel 1950 passa allo Stabia con cui ottiene la promozione in Serie B al termine del campionato 1950-1951; disputa il successivo campionato di Serie B con i campani per trasferirsi l'anno seguente alla Reggiana in Serie C.

## Palmarès

### Club

#### Competizioni nazionali
- Serie C: 1

Stabia: 1950-1951